# Barachiel

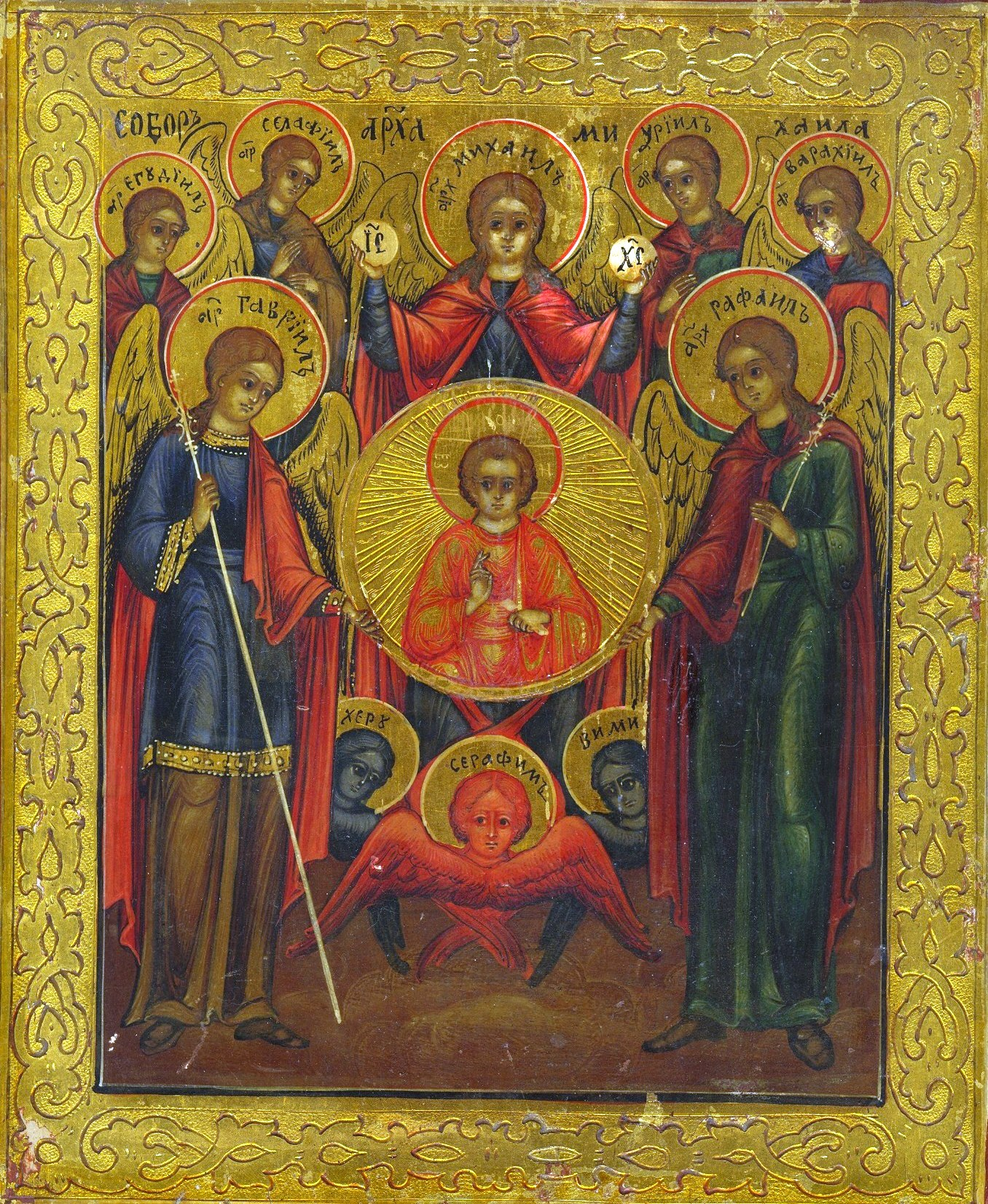
"Consiliul Angelic" ("Ангелскй Собор"). O icoană a Bisericii Ortodoxe Răsăritene "Șapte Arhangheli." De la stânga la dreapta: Sf. Jehudiel, Sf. Gabriel, Sf. Selaphiel, Sf. Mihail, Sf. Uriel, Sf. Raphael, Sf. Barachiel. Sub aureola lui Hristos Emmanuel sunt reprezentări de heruvim (albastru) și serafim (roșu).

Sfântul Arhanghel Barachiel (ebraică: ברכיאל, în traducere binecuvântările lui Dumnezeu), de asemenea Barchiel, Barkiel sau Baraqiel, este unul dintre cei șapte Arhangheli din tradițiile ortodoxe est europene. În a treia carte a lui Enoh el este descris ca fiind unul dintre prinții angelici, cu o mulțime de aproximativ 496 de mii de îngeri care îi slujesc. El este considerat ca fiind unul dintre cei patru serafimi conducători și prințul celui de-al doilea cer. El este descris în Cheia lui Solomon ca fiind unul dintre îngerii conducători ai primei și a patra Chora (spațiu). El este, de asemenea, considerat și îngerul fulgerului. De asemenea, s-a sugerat că el poate să fie identic cu Baraqiel, care este uneori menționat ca un înger căzut. 